# Lajos Kovács
Pour les articles homonymes, voir Kovács.
Lajos Nemes Kovács (né le 27 avril 1894 à Budapest en Autriche-Hongrie, aujourd'hui en Hongrie, et mort le 17 décembre 1961) est un joueur de football hongrois, devenu ensuite entraîneur.

## Biographie
Il fait partie de ces nombreux entraîneurs hongrois appelés à entraîner en Italie durant la période de l'entre-deux-guerres.
Il entraîne les clubs de l'US Triestina (deux fois de 1926 à 1927 puis de 1936 à 1937), du VfB Stuttgart (seul club non italien), de l'AFC Padoue (qu'il parvient à faire monter en Serie A), de l'AS Rome, de l'AGC Bologne (avec qui il remporte la Coupe Mitropa en 1934), de l'Alexandrie US et enfin de l'Unione Sportiva Foggia.

## Palmarès
Bologne
- Coupe Mitropa (1) :
  - Vainqueur : 1934